# 傅山头脑

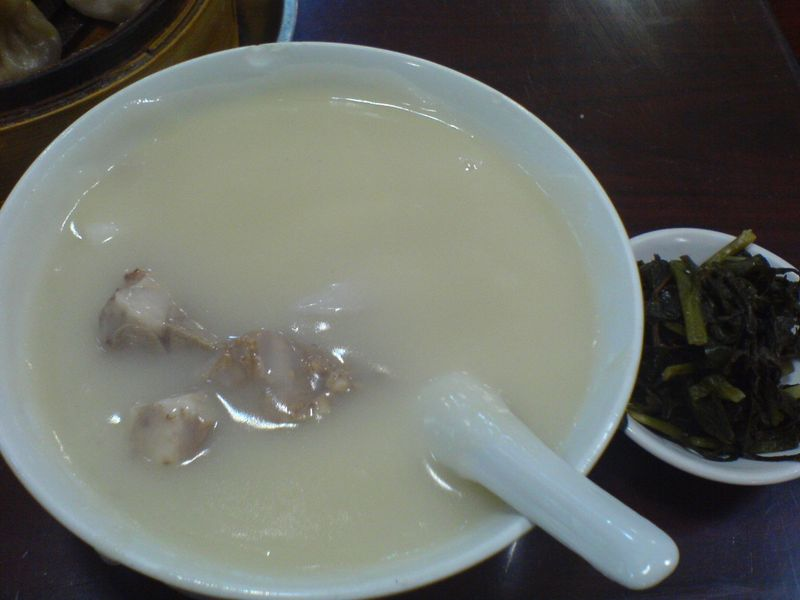
一碗傅山头脑，旁边还有一碟腌老韭菜

傅山头脑（简称“头脑”）是山西太原特有的一种汤状食品，常作早点，相传由明末清初傅山发明，但至少在万历年间已有“以肉及杂味置大碗中，注热酒递客”的“头脑酒”，一说其名称为“酘醪”（也作“投醪”）酒的音变。
其成分主要有羊肉、羊髓、酒糟、煨麵、藕根、长山药、黄芪、良姜等八种，因而亦称“八珍汤”。吃时须佐以腌韭，类似药引。
由於做法以及成本的原因，基本上只有稍具规模的饭店才会販售。传统上，头脑在每年的中秋节后上市，一直销售到次年的清明节，但是现在也有的饭店全年都在销售头脑。
头脑是论碗售卖，没有大碗、中碗、小碗之分，而是分为“单碗”和“双碗”。“双碗”是比“单碗”多出一个小碗的头脑，这一小碗被称为“副碗”，副碗里没有羊肉、山药和莲藕，仅仅是面粉糊。
因为在制作头脑时，需用酒糟偎麵，所以卖头脑时也会有黄酒一同贩售。与头脑搭配的主食有：帽合、稍麦、烧饼等。传统上，是以帽合搭配头脑，但是帽合的做法较为复杂，所以现在的饭店一般是以稍麦、烧饼等代替。
在购买头脑时，通常用“一单”表示一个单碗头脑，“一双”表示一个双碗头脑，“一壶”表示一壶黄酒，“一两”表示一两稍麦。比如：打算要一个单碗的头脑、一壶黄酒和一两稍麦，只需要对收银员说“一单一壶一两”。同理，“两单三两”就是两个单碗头脑和三两稍麦。“一单一双三壶二两”就是一个单碗头脑、一个双碗头脑、三壶黄酒和二两稍麦。

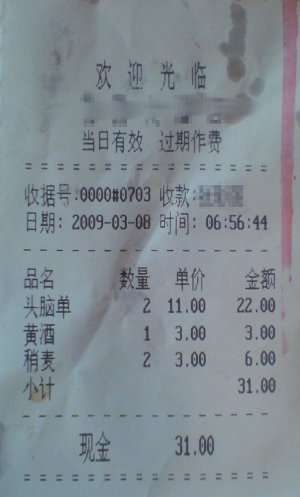
傅山头脑票据（两单一壶二两）
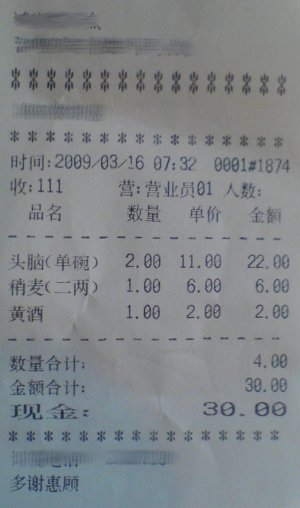
傅山头脑票据（两单一壶一两）